# Clausena vestita
Clausena vestita är en vinruteväxtart som beskrevs av Tao. Clausena vestita ingår i släktet Clausena och familjen vinruteväxter. Inga underarter finns listade i Catalogue of Life.